# Lista de estádios de futebol de Moçambique
Abaixo encontra-se a lista com os principais estádios de futebol de Moçambique.
| # | Imagem | Estádio                         | Capacidade | Equipa                             | Cidade   | Inauguração |
| - | ------ | ------------------------------- | ---------- | ---------------------------------- | -------- | ----------- |
| 1 |        | Estádio da Machava              | 45.000     | Clube Ferroviário de Maputo        | Matola   | 1968        |
| 2 |        | Estádio Nacional do Zimpeto     | 42.000     | Seleção Moçambicana de Futebol     | Maputo   | 2011        |
| 3 |        | Estádio do Maxaquene            | 15.000     | Clube de Desportos do Maxaquene    | Maputo   | 1920        |
| 4 |        | Estádio do Costa do Sol         | 10.000     | Clube de Desportos da Costa do Sol | Maputo   | 1966        |
| 5 |        | Estádio Municipal 1º de Maio    | 10.000     | Futebol Clube de Lichinga          | Lichinga | -           |
| 6 |        | Estádio Municipal de Pemba      | 10.000     | Clube Ferroviário de Pemba         | Pemba    | -           |
| 7 |        | Estádio Matateu                 | 8.000      | Grupo Desportivo de Maputo         | Maputo   | 1972        |
| 8 |        | Estádio do Ferroviário da Beira | 7.000      | Clube Ferroviário da Beira         | Beira    | -           |